# Platycynorta
Platycynorta is een geslacht van hooiwagens uit de familie Cosmetidae.
De wetenschappelijke naam Platycynorta is voor het eerst geldig gepubliceerd door Mello-Leitão in 1933. 

## Soorten
Platycynorta omvat de volgende 3 soorten:
- Platycynorta clarifemur
- Platycynorta depressa
- Platycynorta secunda